# Triphleba latipalpis
Triphleba latipalpis är en tvåvingeart som beskrevs av Schmitz 1924. Triphleba latipalpis ingår i släktet Triphleba och familjen puckelflugor. Inga underarter finns listade i Catalogue of Life.